# Axel Arenas
Axel Arenas (México, 1990) es un actor de cine y  televisión mexicano. Ganó popularidad en el 2015 gracias al cortometraje Trémulo junto a Benny Emmanuel. Además ha participado en otros proyectos tanto en cine como en televisión.

## Acusación falsa
En 2018, fue acusado erróneamente por la Fiscalía General de Justicia de la Ciudad de México del asesinato de la escort argentina, Karen Ailén Grodzinski, por lo cual, estuvo preso durante seis días. Sin embargo, su defensa demostró que en el momento del feminicidio, él se encontraba en la ciudad de Medellín.

## Filmografía

#### Televisión
| Año  | Título                                       | Rol              |
| ---- | -------------------------------------------- | ---------------- |
| 2022 | El caso Cassez-Vallarta: Una novela criminal | El patrón        |
| 2022 | Mi tío                                       | Joao             |
| 2021 | Un día para vivir                            | Lucio            |
| 2021 | Buscando a Frida                             | Detective Robles |
| 2019 | El club                                      | Jonás Rosas      |
| 2018 | José José, el príncipe de la canción         | Gonzalo Sosa     |

### Cine
| Año  | Título                                 | Rol         |
| ---- | -------------------------------------- | ----------- |
| 2023 | Existire                               | Horacio     |
| 2021 | Agua rosa                              | Mauricio    |
| 2020 | La diosa del asfalto                   | Pancho      |
| 2020 | Sin hijos                              | Despachador |
| 2018 | Los días particulares                  | Imanol      |
| 2018 | Photomaton                             | /           |
| 2017 | La jaula                               | Groom       |
| 2017 | El extraño                             | Stranger    |
| 2016 | Causas corrientes de un cuadro clínico | Irving      |
| 2016 | Fisuras                                | Julio       |
| 2015 | Trémulo                                | Julio       |
| 2014 | Velociraptor                           | /           |
| 2014 | Mío                                    | /           |